# Sekret wilczej gromady
Sekret wilczej gromady (ang. Wolfwalkers, 2020) – animowany film fantasy w reżyserii Tomma Moore’a i Rossa Stewarta. Trzeci, po Sekrecie księgi z Kells i Sekretach morza, film studia Cartoon Saloon z cyklu o celtyckich legendach. Nominowany do szeregu nagród, m.in. Oscara i Złotego Globu.
Sekret wilczej gromady miał światową premierę na Międzynarodowym Festiwalu Filmowym w Toronto, 12 września 2020, a 11 grudnia tego samego roku pojawił się na platformie Apple TV+.

## Fabuła
W siedemnastowiecznym Kilkenny w Irlandii, mieszka młoda Angielka, Robyn, która przeniosła się tam z ojcem, doświadczonym myśliwym. Gdy drwale próbują wycinać drzewa na skraju pobliskiego lasu, atakują ich wilki. Zostają jednak powstrzymane przez młodą dziewczynę, która uzdrawia jednego z nich i ucieka z powrotem do puszczy. Ojciec Robyn, Bill, dostaje od Lorda Protektora rozkaz eksterminacji wilków, a ona ćwiczy strzelanie z kuszy, chcąc mu pomóc. Zbieg okoliczności sprawia jednak, że Angielka zamiast zabijać wilki, zaprzyjaźnia się z dziewczyną z lasu, która się nimi opiekuje.

## Obsada
- Honor Kneafsey[2] jako Robyn Goodfellowe, młoda Angielka[1]
- Eva Whittaker[2][1] jako Mebh Óg MacTíre
- Sean Bean[2] jako Bill Goodfellowe, ojciec Robyn[1]
- Tommy Tiernan[2] jako Seán Óg, drwal uratowany przez Mebh
- Maria Doyle Kennedy[2] jako Moll MacTíre, matka Mebh
- Simon McBurney[2] jako Lord Protektor[1]
- Jon Kenny[2] jako Ned Stringy
- John Morton[2] as Stumpy
- Paul Young jako pasterz
- Nora Twomey jako Bridget
- Oliver McGrath[2] as Padraig
- Niamh Moyles jako handlarka rybami

## Odbiór
Film spotkał się z dobrą reakcją krytyków. W agregatorze recenzji Rotten Tomatoes 99% z 162 recenzji uznano za pozytywne, a średnia ocen wystawionych na ich podstawie wyniosła 8,70. Z kolei w agregatorze Metacritic średnia ważona ocen z 28 recenzji wyniosła 87 punktów na 100.